# Futsal Club Pramen Havlíčkův Brod
Il Futsal Club Pramen Havlíčkův Brod è una squadra ceca di calcio a 5, fondata nel 1990 con sede a Havlíčkův Brod.

## Palmarès
- Campionato ceco: 1

2000-01